# Atletiek op de Olympische Zomerspelen 2024 – 800 meter vrouwen
De 800 meter voor vrouwen  op de Olympische Zomerspelen 2024 vond plaats van twee tot en met vijf augustus in het  Stade de France in Parijs. Titelhoudster Athing Mu die dit onderdeel in Tokio had gewonnen, kwam niet in actie in Parijs. De finale werd gewonnen door de Britse Keely Hodgkinson, die de Ethiopische Tsige Duguma en de Keniaanse Mary Moraa voor bleef.

## Records
Voorafgaand aan het toernooi waren dit het wereldrecord en het olympisch record.
| Wereldrecord     | Tsjecho-Slowakije Jarmila Kratochvílová | 1.53,28 | München | 26 juli 1983 |
| Olympisch record | Sovjet-Unie Nadezjda Olizarenko         | 1.53,43 | Moskou  | 27 juli 1980 |

## Resultaten

### Series
De eerste drie van elke serie kwalificeerden zich direct voor de halve finales (Q). Van de overgebleven atleten kwalificeerden de zes tijdsnelsten zich ook voor de halve finales (q).

#### Serie 1
| Rang | Naam                | Naam | Tijd    | Bijz. |
| ---- | ------------------- | ---- | ------- | ----- |
| 1    | Jemma Reekie        | GBR  | 2.00,00 | Q     |
| 2    | Gabriela Gajanová   | SVK  | 2.00,29 | Q     |
| 3    | Juliette Whittaker  | USA  | 2.00,45 | Q     |
| 4    | Valentina Rosamilia | SUI  | 2.00,45 |       |
| 5    | Jazz Shukla         | CAN  | 2.00,80 |       |
| 6    | Léna Kandissounon   | FRA  | 2.00,97 |       |
| 7    | Habitam Alemu       | ETH  | 2.02,19 |       |
| 8    | Amal Al Roumi       | KUW  | 2.11,35 |       |
| 9    | Layla Almasri       | PLE  | 2.12,21 | NR    |

#### Serie 2
| Rang | Naam                | Naam | Tijd    | Bijz. |
| ---- | ------------------- | ---- | ------- | ----- |
| 1    | Daily Cooper Gaspar | CUB  | 1.58,88 | Q     |
| 2    | Prudence Sekgodiso  | RSA  | 1.59,84 | Q     |
| 3    | Rachel Pellaud      | SUI  | 2.00,07 | Q     |
| 4    | Halimah Nakaayi     | UGA  | 2.00,51 |       |
| 5    | Nelly Jepkosgei     | BRN  | 2.00,63 |       |
| 6    | Flávia de Lima      | BRA  | 2.00,73 | SB    |
| 7    | Lorena Martín       | ESP  | 2.02,52 |       |
| 8    | Anna Wielgosz       | POL  | 2.02,54 |       |

#### Serie 3
| Rang | Naam                    | Naam | Tijd    | Bijz.    |
| ---- | ----------------------- | ---- | ------- | -------- |
| 1    | Worknesh Mesele         | ETH  | 1.58,07 | Q, PB    |
| 2    | Rénelle Lamote          | FRA  | 1.58,59 | Q        |
| 3    | Phoebe Gill             | GBR  | 1.58,83 | Q        |
| 4    | Eloisa Coiro            | ITA  | 1.59,19 | PB       |
| 5    | Vivian Chebet Kiprotich | KEN  | 1.59,90 |          |
| 6    | Rose Mary Almanza       | CUB  | 2.00,36 |          |
| 7    | Anita Horvat            | SLO  | 2.00,91 |          |
|      | Assia Raziki            | MAR  | DSQ     | TR17.1.2 |

#### Serie 4
| Rang | Naam                 | Naam | Tijd    | Bijz. |
| ---- | -------------------- | ---- | ------- | ----- |
| 1    | Keely Hodgkinson     | GBR  | 1.59,31 | Q     |
| 2    | Nia Akins            | USA  | 1.59,67 | Q     |
| 3    | Noélie Yarigo        | BEN  | 1.59,68 | Q     |
| 4    | Eveliina Määttänen   | FIN  | 2.00,02 |       |
| 5    | Majtie Kolberg       | GER  | 2.00,55 |       |
| 6    | Oratile Nowe         | BOT  | 2.01,00 |       |
| 7    | Catriona Bisset      | AUS  | 2.01,60 |       |
| 8    | Adelle Tracey        | JAM  | 2.03,47 | SB    |
| 9    | Perina Lokure Nakang | EOR  | 2.08,20 | PB    |

#### Serie 5
| Rang | Naam             | Naam | Tijd    | Bijz. |
| ---- | ---------------- | ---- | ------- | ----- |
| 1    | Tsige Duguma     | ETH  | 1.57,90 | Q     |
| 2    | Mary Moraa       | KEN  | 1.57,95 | Q     |
| 3    | Shafiqua Maloney | VIN  | 1.58,23 | Q, NR |
| 4    | Anaïs Bourgoin   | FRA  | 1.58,47 | PB    |
| 5    | Abbey Caldwell   | AUS  | 1.58,49 | SB    |
| 6    | Lorea Ibarzabal  | ESP  | 2.00,71 |       |
| 7    | Sanu Jallow      | GAM  | 2.03,91 | NR    |
| 8    | Gresa Bakraçi    | KOS  | 2.13,29 |       |

#### Serie 6
| Rang | Naam                  | Naam | Tijd    | Bijz. |
| ---- | --------------------- | ---- | ------- | ----- |
| 1    | Natoya Goule-Toppin   | JAM  | 1.58,66 | Q     |
| 2    | Claudia Hollingsworth | AUS  | 1.58,77 | Q     |
| 3    | Lilian Odira          | KEN  | 1.58,83 | Q, PB |
| 4    | Gabija Galvydytė      | LTU  | 1.59,18 | PB    |
| 5    | Audrey Werro          | SUI  | 1.59,38 |       |
| 6    | Allie Wilson          | USA  | 1.59,69 |       |
| 7    | Elena Bellò           | ITA  | 1.59,98 |       |
| 8    | Tharushi Karunarathna | SRI  | 2.07,76 |       |

### Herkansingsronde

#### Herkansingsserie 1
| Rang | Naam             | Naam | Tijd    | Bijz. |
| ---- | ---------------- | ---- | ------- | ----- |
| 1    | Abbey Caldwell   | AUS  | 2.00,07 | Q     |
| 2    | Eloisa Coiro     | ITA  | 2.00,31 |       |
| 3    | Audrey Werro     | SUI  | 2.00,62 |       |
| 4    | Gabija Galvydytė | LTU  | 2.00,66 |       |
| 5    | Flávia de Lima   | BRA  | 2.01,64 |       |
| 6    | Halimah Nakaayi  | UGA  | 2.02,88 |       |
| 7    | Lorena Martín    | ESP  | 2.03,04 |       |

#### Herkansingsserie 2
| Rang | Naam                | Naam | Tijd    | Bijz. |
| ---- | ------------------- | ---- | ------- | ----- |
| 1    | Anaïs Bourgoin      | FRA  | 1.59,52 | Q     |
| 2    | Valentina Rosamilia | SUI  | 1.59,65 | q     |
| 3    | Allie Wilson        | USA  | 1.59,73 |       |
| 4    | Anita Horvat        | SLO  | 2.00,56 |       |
| 5    | Adelle Tracey       | JAM  | 2.03,67 |       |
| 6    | Sanu Jallow         | GAM  | 2.04,44 |       |
| 7    | Anna Wielgosz       | POL  | 2.05,77 |       |
| 8    | Layla Almasri       | PLE  | 2.16,72 |       |

#### Herkansingsserie 3
| Rang | Naam                 | Naam | Tijd    | Bijz.    |
| ---- | -------------------- | ---- | ------- | -------- |
| 1    | Rose Mary Almanza    | CUB  | 2.01,54 | Q        |
| 2    | Jazz Shukla          | CAN  | 2.02,00 |          |
| 3    | Catriona Bisset      | AUS  | 2.02,35 |          |
| 4    | Elena Bellò          | ITA  | 2.02,91 |          |
| 5    | Oratile Nowe         | BOT  | 2.03,29 |          |
| 6    | Léna Kandissounon    | FRA  | 2.03,40 |          |
| 7    | Perina Lokure Nakang | EOR  | 2.11,33 |          |
|      | Gresa Bakraçi        | KOS  | DSQ     | TR17.2.3 |

#### Herkansingsserie 4
| Rang | Naam                    | Naam | Tijd    | Bijz. |
| ---- | ----------------------- | ---- | ------- | ----- |
| 1    | Majtie Kolberg          | GER  | 1.59,08 | Q     |
| 2    | Vivian Chebet Kiprotich | KEN  | 1.59,31 | q     |
| 3    | Lorea Ibarzabal         | ESP  | 1.59,81 |       |
| 4    | Eveliina Määttänen      | FIN  | 2.00,38 |       |
| 5    | Nelly Jepkosgei         | BRN  | 2.01,12 |       |
| 6    | Habitam Alemu           | ETH  | 2.02,73 |       |
| 7    | Tharushi Karunarathna   | SRI  | 2.06,66 |       |
| 8    | Amal Al Roumi           | KUW  | 2.12,13 |       |

### Halve finales
De eerste twee van elke halve finale kwalificeerden zich direct voor de finale (Q). Van de overgebleven atleten kwalificeerden de twee tijdsnelsten zich ook voor de finale (q).

#### Halve finale 1
| Rang | Naam                | Naam | Tijd    | Bijz. |
| ---- | ------------------- | ---- | ------- | ----- |
| 1    | Mary Moraa          | KEN  | 1.57,86 | Q     |
| 2    | Worknesh Mesele     | ETH  | 1.58,06 | Q, PB |
| 3    | Daily Cooper Gaspar | CUB  | 1.58,39 | PB    |
| 4    | Phoebe Gill         | GBR  | 1.58,47 |       |
| 5    | Abbey Caldwell      | AUS  | 1.58,52 |       |
| 6    | Natoya Goule-Toppin | JAM  | 1.59,14 |       |
| 7    | Valentina Rosamilia | SUI  | 1.59,27 |       |
| 8    | Noélie Yarigo       | BEN  | 2.01,35 |       |

#### Halve finale 2
| Rang | Naam                    | Naam | Tijd    | Bijz. |
| ---- | ----------------------- | ---- | ------- | ----- |
| 1    | Tsige Duguma            | ETH  | 1.57,47 | Q, PB |
| 2    | Shafiqua Maloney        | VIN  | 1.57,59 | Q, NR |
| 3    | Juliette Whittaker      | USA  | 1.57,76 | q, PB |
| 4    | Rénelle Lamote          | FRA  | 1.57,78 | q     |
| 5    | Jemma Reekie            | GBR  | 1.58,01 |       |
| 6    | Gabriela Gajanová       | SVK  | 1.58,22 | NR    |
| 7    | Majtie Kolberg          | GER  | 1.58,52 | PB    |
| 8    | Vivian Chebet Kiprotich | KEN  | 1.59,64 |       |

#### Halve finale 3
| Rang | Naam                  | Naam | Tijd    | Bijz. |
| ---- | --------------------- | ---- | ------- | ----- |
| 1    | Keely Hodgkinson      | GBR  | 1,56,86 | Q     |
| 2    | Prudence Sekgodiso    | RSA  | 1.57,57 | Q     |
| 3    | Nia Akins             | USA  | 1.58,20 |       |
| 4    | Lilian Odira          | KEN  | 1.58,53 | PB    |
| 5    | Rose Mary Almanza     | CUB  | 1.58,73 | SB    |
| 6    | Anaïs Bourgoin        | FRA  | 1.59,62 |       |
| 7    | Claudia Hollingsworth | AUS  | 2.01,51 |       |
| 8    | Rachel Pellaud        | SUI  | 2.03,36 |       |

### Finale
| Rang   | Naam               | Naam | Tijd    | Bijz. |
| ------ | ------------------ | ---- | ------- | ----- |
| Goud   | Keely Hodgkinson   | GBR  | 1.56,72 |       |
| Zilver | Tsige Duguma       | ETH  | 1.57,15 | PB    |
| Brons  | Mary Moraa         | KEN  | 1.57,42 |       |
| 4      | Shafiqua Maloney   | VIN  | 1.57,66 |       |
| 5      | Rénelle Lamote     | FRA  | 1.58,19 |       |
| 6      | Worknesh Mesele    | ETH  | 1.58,28 |       |
| 7      | Juliette Whittaker | USA  | 1.58,50 |       |
| 8      | Prudence Sekgodiso | RSA  | 1.58,79 |       |

1928: Lina Radke ·
1960: Ljoedmila Sjevtsova ·
1964: Ann Packer ·
1968: Madeline Manning ·
1972: Hildegard Falck ·
1976: Tatjana Kazankina ·
1980: Nadezjda Olizarenko ·
1984: Doina Melinte ·
1988: Sigrun Wodars ·
1992: Ellen van Langen ·
1996: Svetlana Masterkova ·
2000: Maria Mutola ·
2004: Kelly Holmes ·
2008: Pamela Jelimo ·
2012: Caster Semenya ·
2016: Caster Semenya ·
2020: Athing Mu ·
2024: Keely Hodgkinson